# Дзателли, Марио
Ма́рио Дзате́лли (итал. Mario Zatelli; 21 декабря 1912, Сетиф — 7 января 2004, Сен-Максим) — французский футболист и футбольный тренер итальянского происхождения, играл на позиции нападающего. Участник чемпионата мира 1938 года.

## Биография

### Клубная карьера
Дзателли был по происхождению итальянцем и родился в Сетифе, который сейчас находится на территории Алжира. Он начал карьеру в марокканском клубе УСМ Касабланка, в котором отыграл шесть сезонов, выиграв 4 чемпионских титула и 3 титула чемпионов Северной Африки.
В 1935 году Дзателли стал игроком «Марселя», в составе которого играл три сезона, выиграв чемпионский титул 1937 года и Кубок Франции 1938 года. По окончании сезона перешёл в парижский «Расинг», в котором отыграл один сезон и выиграл Кубок Франции 1939 года. В 1940 году Дзателли перешёл в «Тулузу», в котором продолжил свою карьеру.
В 1943 году вернулся в «Марсель», в составе которого суммарно отыграл четыре сезона и выиграл чемпионский титул 1948 года. По окончании сезона Дзателли завершил карьеру в возрасте 35 лет.

### Карьера в сборной
В составе сборной Франции был участником чемпионата мира 1938 года, но на турнире не играл.

### Тренерская карьера
Работал главным тренером клубом «Ницца» (1952—1953), «Нанси» (1959—1964), но основные его успехи связаны с «Марселем». В качестве главного тренера этого клуба Дзателли выиграл Кубок Франции 1969 года и два чемпионских титула в 1971 и 1972 годах.

### Смерть
Скончался 7 января 2004 года в Сент-Максиме в возрасте 91 года.

## Достижения

### Достижения игрока
УСМ Касабланка
- Чемпион Марокканской лиги (4) : 1932, 1933, 1934, 1935
- Чемпион Северной Африки (3) : 1931/32, 1932/33, 1933/34

«Олимпик Марсель»
- Чемпион Франции (2): 1936/37, 1947/48
- Обладатель Кубка Франции (1): 1937/38

«Расинг» (Париж)
- Обладатель Кубка Франции (1): 1938/39

### Достижения тренера
«Олимпик Марсель»
- Чемпион Франции (2): 1970/71, 1971/72
- Обладатель Кубка Франции (1): 1968/69